# بيدرو بابلو هيرنانديز
بيدرو بابلو هيرنانديز (بالإسبانية: Pedro Pablo Hernández)‏ (مواليد 24 أكتوبر 1986) هو لاعب كرة قدم. يلعب مع منتخب تشيلي لكرة القدم. سبق له أن لعب في كأس القارات 2017 مع منتخب بلاده.

## روابط خارجية
- بيدرو بابلو هيرنانديز على موقع الاتحاد الدولي (مؤرشف)  (الإنجليزية)
- بيدرو بابلو هيرنانديز على موقع الدوري الأمريكي (الإنجليزية)
- بيدرو بابلو هيرنانديز على موقع إي إس بي إن إف سي (الإنجليزية)
- بيدرو بابلو هيرنانديز على موقع قاعدة بيانات كرة القدم.إي يو (الإنجليزية)
- بيدرو بابلو هيرنانديز على موقع ناشيونال فوتبول تيمز (الإنجليزية)
- بيدرو بابلو هيرنانديز على موقع Soccerbase.com (لاعب) (الإنجليزية)
- بيدرو بابلو هيرنانديز على موقع Soccerway.com (الإنجليزية)
- بيدرو بابلو هيرنانديز على موقع عالم كرة القدم.نت (الإنجليزية)
- بيدرو بابلو هيرنانديز على موقع AS.com (الإسبانية)